# 封孝琬
封孝琬（516年—551年），字子蒨。渤海蓨縣（今河北省景縣）人。中國南北朝北齐時期人物。

## 生平
七岁（522年）父亲封兴之去世，由伯父封隆之抚养长大，年十六，本州辟主簿。北魏永熙二年（533年），承袭封隆之的富城子爵位，三年，释褐开府参军事。天平中，任轻车将军、司徒主簿。武定末（550年），任高洋的开府主簿，迁从事中郎将，领东宫洗马。天保二年（551年）逝世，时年三十六。赠左将军、太府少卿。
封孝琬性格恬静，颇好文咏。与太子少师邢邵、七兵尚书王昕为忘年好友。封孝琬死后棺椁归葬祖茔时，两人送于郊外，悲哭凄恸，有感路人。

## 家族
- 祖父：封回，司空孝宣公。
- 父亲：封兴之，雍州刺史、殿中尚书、文侯。
- 弟弟：封孝琰
- 女儿：封氏